# Aszdot Ja’akow Ichud
Aszdot Ja’akow Ichud (hebr.: אשדות יעקב איחוד) – kibuc położony w Samorządzie Regionu Doliny Jordanu w Dystrykcie Północnym, w Izraelu. Członek Ruchu Kibuców (Ha-Tenu’a ha-Kibbucit).

## Położenie
Leży na południe od Jeziora Tyberiadzkiego w Dolnej Galilei.

## Historia
Kibuc został założony w 1933 roku.

## Gospodarka
Gospodarka kibucu opiera się na intensywnym rolnictwie.